# Друштво за српски језик и књижевност у Хрватској
Друштво за српски језик и књижевност у Хрватској је непрофитна стручна организација која окупља научнике и стручне раднике на територији Републике Хрватске која се баве проучавањем и наставом српског језика и књижевности. Друштво делује на целој територији Републике Хрватске, а седиште му је у Вуковару. У свом раду Друштво равноправно користи српски и хрватски језик. Друштво је основала група од 28 оснивача 26. јуна 1998. године. За првог предсједника изабрана је Мара Бекић-Војновић, проф., за потпредсједнике Анђелка Павић, проф., и Милица Стојановић, проф, а за секретара Данко Николић, дипл. правник. Садашњи је предсједник Анђелка Павић из Белог Манастира. Чланови су углавном из Вуковарско-сријемске и Осјечко-барањске жупаније (Сријем, Славонија и Барања). 

## Циљеви дјеловања Друштва
- његовање српског језика и књижевности Срба у Републици Хрватској
- окупљање научника и стручних радника за српски језик и књижевност те наставника српског језика
- научна обрада српског језика
- изучавање културног, умјетничког и научног насљеђа српског народа у Републици Хрватској
- развијање сарадње са сличним удружењима у Републици Хрватској ради лакшег рјешавања научних проблема
- развијање сарадње и чврстих научних веза са сличним организацијама и институцијама српског народа у другим државама

Своје циљеве Друштво остварује: 
- проучавањем историје књижевности, културе и савременог живота српског народа у Републици Хрватској те презентацијом његове културне баштине
- изучавањем и чувањем језичког идентитета и писма српског народа
- подстицањем и унапређивањем истраживачког, научног, умјетничког и културног рада у области језика и књижевности
- организовањем семинара, трибина, књижевних сусрета, промоција књига и других активности
- подстицањем доношења образовних програма из српског језика и књижевности и других предмета у школском систему значајних за очување националног идентитета Срба у Републици Хрватској и брига о њиховој реализацији
- упућивање својих чланова на научну, стручну и методичку литературу из области језика и књижевности
- издавањем периодичних публикација, билтена и сл.
- сарадњом са сродним друштвима, културним и научним установама
- остваривањем и других активности од интереса за језик, књижевност и културу српског народа у Републици Хрватској

## Досадашњи рад
Упркос финансијским тешкоћама Друштво је организовало, за наставнике и професоре српског језика Вуковарско-сријемске и Осјечко-барањске жупаније, неколико семинара на којима су се, као предавачи, појавили еминентни професори са загребачког, београдског и новосадског универзитета, као и угледни чланови Друштва који се баве проучавањем српског језика и књижевности. Први семинар Друштво је, још као Иницијативни одбор, одржало у Бачкој Паланци. Тада је проф. др. Љубомир Поповић с београдског Филолошког факултета, одржао предавање "Систем зависних реченица", проф. др. Душан Иванић дао је кратак преглед историје књижевности Срба на подручју данашње Хрватске, док је др. Слободан Милеуснић говорио о православним црквама у Хрватској. 
Остали семинари: 
- проф. др. Душан Маринковић (Филозофски факултет, Загреб): "Млади Андрић"
- проф. др. Душан Маринковић (Филозофски факултет, Загреб): "Слободан Селенић"
- проф. др. Душан Рапо (Филозофски факултет, Загреб): "Дјело Владана Деснице"
- проф. др. Јован Делић (Филолошки факултет, Београд): "Дело Данила Киша"
- проф. др. Јован Делић (Филолошки факултет, Београд): "Хазарски речник Милорада Павића"
- проф. др. Мато Пижурица (Филозофски факултет, Нови Сад): "Савремени српски језик - актуелна питања"
- проф. др. Михајло Пантић (Филолошки факултет, Београд): "Савремени српски песници"

## Сарадња
Друштво је успоставило контакт са истоименим удружењем у Београду, као и са Институтом за српски језик из Београда. Чланови Друштва су 2002. године били у посјети Матици српској у Новом Саду, гдје им је предсједник Матице проф. др. Божидар Ковачек одржао занимљиво предавање о историјату те важне установе. 